# Чорний Потік (Чернівецький район)
Чо́рний Поті́к — село в Україні, у Юрковецькій сільській громаді Чернівецького району Чернівецької області.

## Географія

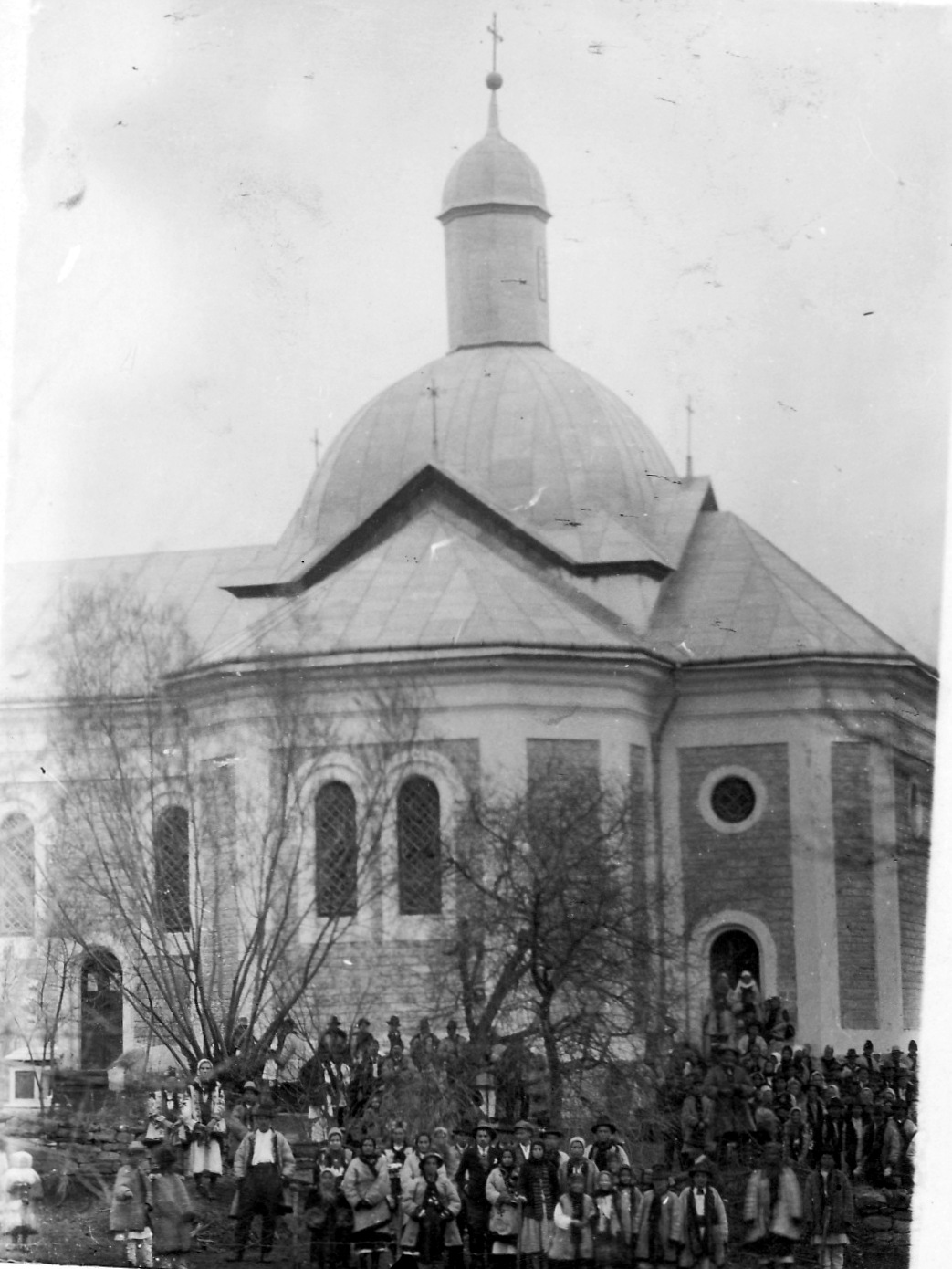

Село розташоване на березі річок Чорний Потік та Білий Потік, у північно-східній частині Чернівецького району Чернівецької області. Межує з селами Онут, Баламутівка, Вікно. 
До обласного центру – 40 км. Найближча залізнична станція Вікна Буковини розташована за 7 км від села.

## Топонім
Назва села походить від річки Чорний Потік, на якій воно розташоване.

## Загальні дані
Чорний Потік відоме з 1495 року.
У селі є мурована церква святого Архістратига Михаїла УПЦ (МП), яка була побудована у 1896—1903 роках.
Село поділяється на Горішнє, Загорбне та Денисії.
Основна частина людей працює в сільському господарстві.

## Природа
- Мартинівське (заповідне урочище)
- Чорнопотоцький заказник
- Водоспад «Чорнопотоцький»

## Населення
За переписом 1900 року було 1168 га угідь (з них 1134 га оподатковуваних: 1007 га ріллі, 23 га лук, 55 га садів, 86 га пасовищ і 96 га лісу), був 1 фільварок. Селяни мали 918 га землі, а до панського двору належало 250 га землі. В селі були 300 будинків, православна парафіяльна церква, двокласова народна школа, пост жандармерії, позичкова каса; проживали 1263 особи (13 римокатоликів, 7 грекокатоликів, 1126 православних, і 117 юдеїв; 1131 українців, 15 поляків і 117 «німців», якими записувались євреї), були 93 коні, 241 голова великої рогатої худоби, 385 овець і 389 свиней. А на фільваркових землях були 3 будинки, проживали 24 мешканці (3 римокатолики, 1 греко-католик, 2 вірмено-католики, 6 православних і 12 юдеїв; 6 українців, 12 «німців», 1 румун і 5 поляків), були 16 коней, 60 голів великої рогатої худоби, 111 овець і 2 свині.
Згідно з переписом УРСР 1989 року чисельність наявного населення села становила 638 осіб, з яких 282 чоловік та 356 жінок.
За переписом населення України 2001 року в селі мешкало 556 осіб.

### Мова
Розподіл населення за рідною мовою за даними перепису 2001 року:
| Мова       | Відсоток |
| ---------- | -------- |
| українська | 99,10 %  |
| російська  | 0,36 %   |
| румунська  | 0,36 %   |

Найпоширеніші прізвища в селі: Самборські, Прокопці, Гнатюки, Миколайчуки, Боднаруки, Кіндрат, Білоус, Василинчуки та інші.

## Уродженці
- Мирослав Кіндзірський — український військовик, організаційний референт Буковинського обласного проводу ОУНР.

## Інфраструктура
У селі функціонує школа та сільський клуб, є крамниця.